# Batalion im. Czwartaków
Batalion Armii Ludowej im. Czwartaków – oddział szturmowy Gwardii Ludowej, a następnie Armii Ludowej, przeznaczony do zadań specjalnych, stworzony na bazie oddziału zbrojnego Związku Walki Młodych. Powstał w październiku 1943, w założeniu jako pluton GL, cztery miesiące później funkcjonował jako kadrowa kompania AL. W lipcu 1944 roku przekształcony został formalnie w batalion. W trakcie powstania warszawskiego występował jako 4. batalion AL im. Czwartaków. Liczył kilkudziesięciu żołnierzy w wieku od 17 do 23 lat.

## Historia oddziału
Formowanie specjalnego oddziału szturmowego na bazie członków ZWM, podjęto w pod październiku 1943 na spotkaniu przedstawicieli Sztabu Głównego Gwardii Ludowej oraz Sztabu Okręgu Warszawa-Miasto GL. Do zadań jednostki miały należeć: ochrona członków władz partii, likwidowanie agentów, przeprowadzanie akcji dywersyjnych i odwetowych w Warszawie. Początkowo oddział był z nazwy plutonem szturmowym w składzie 10 żołnierzy. Oddziałowi nadano nazwę „Czwartacy”, nawiązując do sławnego 4 pułku piechoty z 1831 r. wsławionego w bitwie o Olszynkę Grochowską. Pomysłodawcą nazwy był Aleksander Kowalski.
W grudniu 1943 oddział miał już cztery sekcje skoszarowane i opłacane. W tym czasie oddział został przekształcony w pluton złożony z dwóch lub trzech drużyn, liczących ok. dwudziestu kilku ludzi. W styczniu 1944 r. pluton stał się oddziałem przybocznym Dowództwa Głównego Armii Ludowej i KRN. W marcu 1944 do plutonu dołączono 24-osobową grupę AL z dzielnicy Wola (byli członkowie AK), oraz oddział Milicji Ludowej RPPS z Żoliborza i Powiśla. W lipcu 1944 kompania przekształciła się w batalion szturmowy AL liczący tuż przed powstaniem według Józefa Gargasa 150 żołnierzy, choć według dokumentów przedstawionych przez Tomasza Strzembosza w lipcu 1944, liczył on 85 żołnierzy. Dodatkowym osłabieniem oddziału był rozkaz warszawskiego Sztabu AL wymarszu 2 plutonu na Lubelszczyznę w celu przejęcia zrzutowej broni radzieckiej i przewiezienia jej do Warszawy. 20 lipca 20 młodych chłopców i dwie dziewczyny pod dowództwem Tadeusza Pietrzaka „Tadka” opuściło Warszawę. Zadanie nie było łatwe. Warszawę otaczał kordon hitlerowskich posterunków kontrolujących każdy przejeżdżający pociąg. Po wielu perypetiach i wielogodzinnym, wyczerpującym marszu spotkali się tam z oddziałem partyzanckim i wspólnie przeprowadzili szereg akcji bojowych. Po otrzymaniu broni ruszyli w drogę powrotną, lecz nie zdążyli już wrócić do Warszawy z powodu nadciągnięcia frontu.  Do powstania batalion przystąpił w luźnych grupach i został odtworzony w trakcie walk na Starym Mieście.

## Akcje zbrojne
W okresie od października 1943 do lipca 1944 oddział zorganizował szereg akcji zbrojnych w okupowanej Warszawie.
- 22 października 1943 dokonano zamachu bombowego na zastrzeżony dla policji („Nur fur SS un Polizei und Uniformenn”) „Bar Podlaski” (róg ulic Kruczej i Nowogrodzkiej). Według niektórych źródeł w zamachu zginęło 16 funkcjonariuszy policji i SS, a 30 było rannych[5]. Akcja odbyła się bez strat własnych[6].
- 15 grudnia 1943 wykolejono pociąg towarowy pod stacją Zalesie na linii Warszawa-Radom;
- 17 grudnia 1943 opanowano wartownię fabryki „Betriebsgesellschaft Bielany („Blaszanka”), konfiskując 5 pistoletów;
- 13 lutego 1944 w trakcie akcji zdobywania broni na rogu ulic Waliców i Prostej, ujęty został ciężko ranny dowódca akcji Adam Potocki „Zygmunt”;
- 11 marca 1944 przerwano w wyniku zamachu bombowego kabel telefoniczny łączący front wschodni z Berlinem, w studzience przy ul. Hożej i Chałubińskiego. W wyniku strzelaniny ranny został Tadeusz Pietrzak „Kazik”.
- 17 kwietnia 1944 w celu zdobycia broni zaatakowano wartownię fabryki sprzętu radiowego Philipsa przy ul. Karolkowej. Zginęło trzech strażników oraz oficer. Następnego dnia grupa Czwartaków z pierwszej kompanii brała udział razem z grupą specjalną warszawskiego Sztabu AL w akcji na magazyny hitlerowskie przy ulicy Puławskiej 71. Dowódca 1 kompanii Zygmunt Kazała zorientował się, że cała grupa została okrążona i dał rozkaz do odwrotu samemu pozostając na placu boju i ostrzeliwując się, a kiedy zabrakło mu amunicji, wybiegł z odbezpieczonym granatem w stronę żandarmów niemieckich. Wraz z nim zabitych zostało kilku żandarmów[4].
- 28 maja 1944 grupa z batalionu Czwartaków wysadziła w powietrze wiadukt kolejowy na warszawskiej Pradze przy ul. Podskarbińskiej. Przerwa w ruchu na sześciu trasach trwała ponad 50 godzin[7].
- 5 czerwca 1944 grupa członków oddziału została zaatakowana przez żandarmerię przy ul. Zielnej. Po stronie niemieckiej było pięciu zabitych[8].

## Udział w powstaniu warszawskim
Po wybuchu powstania, oddziały batalionu walczyły początkowo w osobnych grupach. 1 kompania, jako jedyna zorganizowana jednostka, pod dowództwem st. sierż. Lecha Matawowskiego „Mirka” (zg. 6 sierpnia) walczyła początkowo na Woli, zaś od 7 sierpnia na Starym Mieście. Oddział sztabowy por. Lecha Kobylińskiego „Konrada” walczył przy ul. Wilczej w składzie oddziału AK, a 3 sierpnia przedostał się na Stare Miasto. Po zgromadzeniu oddziałów na Starym Mieście batalion został częściowo (na bazie 1 kompanii) odtworzony jako „4 batalion AL im. Czwartaków”. Wraz z warszawską AL podporządkował się taktycznie dowództwu powstania. 2 kompania powstała z luźnych grup żołnierzy AL na Stary Mieście. Brak danych o odtworzonej 3 kompanii. Prawdopodobnie dotychczasowa 3 kompania, która częściowo została odtworzona 1 sierpnia na Starym Mieście, po 7 sierpnia została przekształcona w nowy 3 batalion AL. Według Antoniego Przygońskiego siły AL 7 sierpnia liczyły na Starym Mieście ok. 1000 ludzi, z czego batalion „Czwartaków” liczył 200 ludzi (1 kompania – 75 osób, 2 kompania 75 osób, 3 kompania – 50 osób), natomiast 3 batalion AL liczył ok. 300 ludzi. Według danych o stanie żywionych w dniu 14 sierpnia siły AL wyliczono na 750 osób. Według L. Kobylińskiego na stanie batalionu „Czwartaków” był jeden lotniczy karabin maszynowy (chociaż tylko z jednym bębnem i niewielką ilością amunicji), dwa „peemy” (szmajsery) i 40 pistoletów, co, według tegoż L. Kobylińskiego, wzbudziło podziw i zazdrość gdy zgłosili się do dowódcy odcinka AK tak dobrego uzbrojenia jak na tak mały oddział.
14 sierpnia przez ul. Boleść sunął ku barykadzie czołg osłaniający piechotę ale został rozbity pociskiem z "Piata". Nocą z 14 na 15 sierpnia oddział z 4 batalionu AL dowodzony przez por. Henryka Trocewicza "Politruka" wspierany ogniem rkm z barykady mieszczącej się na ul. Boleść usiłował wyprzeć Niemców z Czerwonego Domu, pod silnym ostrzałem nie dotarł jednak do budynku. W odwecie Niemcy zogniskowali ostrzał działowy na barykadzie, niszcząc ją w znacznym stopniu. 
16 sierpnia oddziały „Czwartaków” oraz 3 batalionu walczyły o „Czerwony Dom” w okolicy ulic Boleść – Mostowa. W relacjach wspomina się o udziale plutonu pod dowództwem por. Lecha Kobylińskiego „Konrada”, plutonu pod dowództwem por. Edwina Rozłubirskiego „Gustawa” oraz dwóch plutonów z 3 batalionu pod dowództwem por. Niemira Bielińskiego „Skóry”. 
17 sierpnia oddziały „Czwartaków” oraz 3 batalionu ponowiły próbę wyparcia Niemców z „Czerwony Domu” w okolicy ulic Boleść – Mostowa. W relacjach wspomina się o udziale plutonu pod dowództwem por. Lecha Kobylińskiego „Konrada”, plutonu pod dowództwem por. Edwina Rozłubirskiego „Gustawa” oraz dwóch plutonów z 3 batalionu pod dowództwem por. Niemira Bielińskiego „Skóry”. Uderzono siłami AL z dwóch kierunków; dwa plutony 4 baonu pod dowództwem "Konrada" pozorowały silnym ogniem atak od strony ul. Boleść, gdy dwa inne pod dowództwem ppor. "Gustawa" podeszły od ul. Brzozowej i przy pomocy zmontowanej z niewypałów miny spowodowały wielką wyrwę w środkowej części budynku. nieprzyjaciel poniósł duże straty i został zepchnięty w kierunku wschodnim. Niestety powstańcom nie udało się utrzymać budynku dłużej niż do godz. 3:00 i nad ranem Niemcy ponownie obsadzili gmach.
18 sierpnia czterej żołnierze AL zostali odznaczeni przez Komendanta Głównego AK Krzyżami Walecznych. 23 sierpnia wieczorem pojawiły się pierwsze próby wycofywania oddziałów „Czwartaków”. Kpt. Jan Szaniawski „Szwed” zgłosił zamiar wycofania z barykady Mostowa-Boleść, pod pozorem przejścia do odwodu Grupy „Północ”. Oddział ten jednak nie opuścił stanowisk, zaś 24 sierpnia wziął udział w natarciu. Jednak tego samego dnia kpt. Szaniawski na rozkaz dowództwa AL przedostał się na Żoliborz. Na Żoliborz 24 sierpnia o godz. 9.00 dotarła wraz z nim grupa ok. 40 osób.
Według Józefa Gargasa, 2 kompania otrzymała rozkaz przejścia na Żoliborz już 23 sierpnia.
26 sierpnia około południa niemiecka bomba trafiła w budynek sztabu staromiejskiej AL na ul. Freta 16  w wyniku czego zginął prawie cały sztab wraz z dowódcą okręgu Bolesławem Kowalskim „Ryszardem” oraz kilkuset cywilów ukrytych w piwnicy. Wieczorem tego dnia pozostali oficerowie AL, tzn. „Hiszpan” (Henryk Woźniak), „Gustaw”, „Heniek” (Edward Baczyński), „Ewa” (Irena Diamant), lekarz i por. Lech Kobyliński ps. „Konrad”, zebrali się w księgarni na Freta na naradę, co dalej robić. Kapitan „Hiszpan”, jako najstarszy rangą i wiekiem, objął dowództwo. Wystosowano meldunek do kapitana „Szweda”, który teraz został dowódcą wszystkich alowców. Meldunek zabrała „Inka” i poszła na Żoliborz kanałem. Po nocy pełnej niepokoju, na drugi dzień (27 sierpnia) „Inka” wróciła z rozkazem ewakuacji pozostałych oddziałów AL kanałem na Żoliborz. 
Wieczorem 27 sierpnia „Hiszpan” poprosił „Konrada” aby udał się z nim do kwatery płk. Wachnowskiego (w podziemiach kościoła na rogu Freta i Mostowej) w celu uzgodnienia planowanej ewakuacji na Żoliborz, przekazując ten rozkaz. "Konrad" uczestniczył w tej rozmowie, choć po kontuzji poprzedniego dnia odniesionej na Freta 16 nie bardzo pamiętał szczegóły. Pułkownik „Wachnowski”, aczkolwiek niechętnie, uznał autonomię AL i wyraził zgodę na ewakuację. Tejże nocy pod dowództwem „Hiszpana” trzeci batalion, który był słabiej uzbrojony, wszedł do kanału i przedostał się na Żoliborz bez większych przeszkód. Prowadziła go prawdopodobnie „Inka” (Alicja Solska). „Czwartacy” i pluton sztabowy mieli się ewakuować następnego dnia rano. Jednakże wobec silnego ostrzału otoczenia włazu, ewakuacja ta mogła rozpocząć się dopiero po zapadnięciu zmroku, około godziny 19. 
Właz do kanału mieścił się przy wylocie ul Świętojerskiej na plac Krasińskich i znajdował się pod obstrzałem, tak że w dzień wchodzenie do niego było niemożliwe. Dopiero wieczorem (28.08) resztki baonu (1 i 3 kompanii) rozpoczęły wchodzenie do kanału, a pluton sztabowy objął stanowiska na Mostowej. Właz był strzeżony przez żandarmerię podlegającą majorowi „Barry'emu”, który był od początku nastawiony zdecydowanie wrogo do alowców. Zostali zatrzymani przy włazie. Na interwencję por. „Konrada” i oświadczenie, że mają zgodę pułkownika Wachnowskiego, oficer żandarmerii wysłał łącznika do pułkownika Wachnowskiego i po pewnym czasie łącznik powrócił, potwierdzając zgodę na wejście do kanału. Mimo tego, żandarmeria usiłowała rozbroić oddział, lecz „Konrad” zagroził żandarmom użyciem broni i pozwolono alowcom wejść. Weszły resztki 1 kompanii, a także dowódca batalionu, adiutant „Zbyszek” (Zbigniew Łowysz-Kulesza), łączniczka „Stefa” (Stefania Mierzejewska), d-ca 1 kompanii „Witek Tramwajarz” (Wacław Palatyński) oraz „Heniek” (Edward Baczyński), który formalnie już nie był w baonie IV, ale był kontuzjowany - razem około 30 osób. Prowadził, jako przewodnik, „Antek” (Witold Borowski), który przyszedł z Żoliborza.
27 sierpnia zatrzymano przy włazach i cofnięto grupę żołnierzy AL i skierowano na odcinek ppor. „Rawicza”. Tego samego dnia do dowódcy Grupy „Północ” ppłk. Karola Ziemskiego „Wachnowski” zgłosił się pluton sztabowy i część 1 kompanii (36 ludzi z czego 12 uzbrojonych), pod dowództwem por. Edwina Rozłubirskiego „Gustawa” (który przedstawił się jako dowódca AL na Starym Mieście). Oddział został przydzielony do odcinka „Trzaska”. Oddział ten wieczorem 1 września został ewakuowany kanałami wraz z oddziałami AK do Śródmieścia. Tam uczestniczył w walkach o ulicę Książęcą 7 oraz w rejonie placu Trzech Krzyży. Por. „Gustaw” Edwin Rozłubirski został odznaczony Virtuti Militari przez generała Komorowskiego „Bora”.
Podstawowa część odtworzonego 4 batalionu, która znalazła się na Żoliborzu, pozostała w odwodzie. Dowodził nimi prawdopodobnie por. Zdzisław Zieliński „Kobra”. Obok tego funkcjonował 3 batalion dowodzony przez por. Niemira Bielińskiego „Skóra” i kompania służby bezpieczeństwa AL. Dowództwo nad całością (ok. 300 osób) sprawował kpt. Jan Szaniawski „Szwed”. Według relacji Jana Szaniawskiego bataliony liczyły nie więcej niż 20 do 50 osób.
Na początku września część oddziału przedostała się do Puszczy Kampinoskiej, w tym 2 kompania (w sile 40 żołnierzy) dowodzona przez ppor. Teodora Kufla „Teocha”, która następnie 27 września została rozformowania. Część żołnierzy (ok. 100 osób) pod dowództwem kpt. Jana Szaniawskiego „Szwed” podjęła próbę przebicia się przez Wisłę. Początkowo był to wspólny plan AK i AL, który jednak został zarzucony z powodu olbrzymich strat w walkach o dostęp do wału wiślanego.
Grupa AL wyruszyła samodzielnie. W wyniku walki do brzegu dotarło zaledwie 28 osób w tym dowódca batalionu kpt. Lech Kobyliński „Konrad” i kpt. Jan Szaniawski „Szwed”. Pozostała część żołnierzy batalionu zginęła lub dostała się do niewoli jako żołnierze AK.
Z liczącego na wiosnę 1944 r. 400 osób żołnierzy batalionu, wyzwolenia doczekało jedynie 103, z których przeszło połowa była ranna. Prawie wszyscy uhonorowani zostali najwyższymi odznaczeniami bojowymi: Krzyżem Grunwaldu, Krzyżem Virtutti Militari, Krzyżem Walecznych.

## Szlak bojowy
- dowódca kolejno plutonu/kompanii/batalionu – por. Lech Kobyliński ps. „Konrad”;
- zastępca dowódcy ds. liniowych – ppor. Edwin Rozłubirski ps. „Gustaw”;
- zastępca ds. oświatowych – Helena Kozłowska ps. „Ola”.

### grudzień 1943 Pluton
- 1 drużyna – Lech Matawowski „Mirek, a po jego zranieniu Ryszard Kazała ps. „Zygmunt”
- 2 drużyna – Adam Potocki „Zygmunt” (aresztowany w lutym, zg. w kwietniu 1944), Tadeusz Pietrzak „Kazik”[26]

### marzec 1944 kompania
- 1 pluton – Ryszard Kazała ps. „Zygmunt” (zg. w kwietniu 1944 r.) (14 żołnierzy)
- 2 pluton – Tadeusz Pietrzak ps. „Tadek” (35 żołnierzy)
- 3 pluton – Ryszard Suski ps. „Żarłok” (36 żołnierzy).

### lipiec 1944 batalion[27]
- 1 kompania – st. sierż. Lech Matawowski ps. „Mirek”. Brak danych o składzie.
- 2 kompania – ppor. Tadeusz Pietrzak ps. „Tadek”. Brak danych o składzie. W trakcie powstania warszawskiego kompania została odtworzona w wyniku połączenia luźnych grup żołnierzy.
- 3 kompania – kpr. Ryszard Suski ps. „Żarłok”. Zastępca dowódcy: Jan Fotek, dowódcy plutonów: „Robert” (NN), „Hubert” (NN) i Mieczysław Kutner ps. „Walter”[28];. Plutony dzieliły się na 2 sekcyjne drużyny.

### Sierpień 1944 – powstanie warszawskie
Oddział od 7 sierpnia występował jako 4 batalion AL im. Czwartaków.
- Dowódca – por./kpt. Lech Kobyliński ps. „Konrad”;
- Zastępca dowódcy ds. liniowych, dowódca plutonu sztabowego – ppor./por. Edwin Rozłubirski ps. „Gustaw”; Jako zastępca ds. operacyjnych występuje również kpt. Jan Szaniawski „Szwed”;
- Zastępca ds. polityczno-oświatowych – por. Hanna Morawska ps. „Hanka”;
- szef sztabu – st. sierż. Bohdan Czeszko ps. „Agawa”;
- zastępca szefa sztabu – sierż. Stanisław Sulima ps. „Stasiek”;
- kwatermistrz – sierż. Jan Dąbrowski ps. „Wyrwa”;
- adiutant – kpr. Zbigniew Kulesza ps. „Zbyszek”;
- szef kancelarii – plut. Stefania Mierzejewska ps. „Stefa”.
- 1 kompania – st. sierż. Lech Matawowski ps. „Mirek” (ciężko ranny 5 sierpnia zg. 6 sierpnia 1944), ppor. Wacław Pałatyński ps. „Witek Tramwajarz”;
- 2 kompania – ppor. Teodor Kufel ps. „Teoch”, „Teodor”
- 3 kompania – ppor. Edward Baczyński ps. „Henryk”[29] lub plut. Henryk Trocewicz ps. „Politruk”[30].

## Upamiętnienie

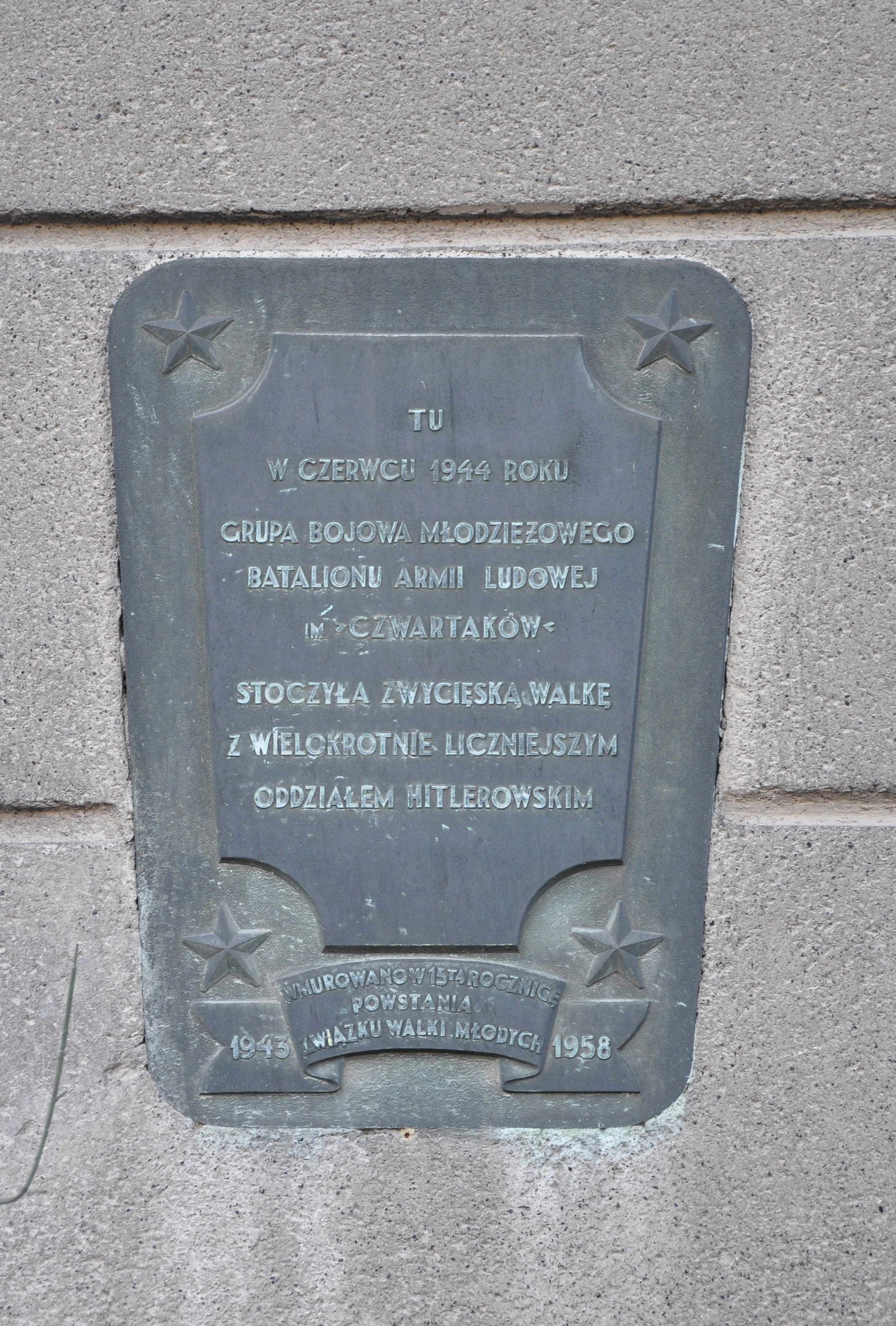
Tablica upamiętniająca akcję bojową „Czwartaków” w czerwcu 1944 roku na budynku PAST-y w Warszawie

W 20 rocznicę pierwszej akcji bojowej oddziału specjalnego GL, który stał się później zalążkiem Batalionu Szturmowego AL im. Czwartaków – 23 października 1963 r. odbyły się w Warszawie uroczystości związane z tym wydarzeniem. Jedna z tablic została wmurowana na miejscu pierwszej bojowej akcji Czwartaków na gmachu przy ulicy Nowogrodzkiej.
Walki i historia oddziału „Czwartaków AL”, były eksponowane przez propagandę w czasach PRL jako przeciwstawienie legendzie oddziałów szturmowych Armii Krajowej. Imieniem Czwartaków AL nazywano szkoły (m.in. Szkoła Podstawowa nr 19 na Starym Mieście, Szkoła Podstawowa nr 57, ul. Narbutta 31 w Warszawie), zakłady pracy (m.in. nieistniejąca już Fabryka Obsługowych Urządzeń Samochodowych im. Batalionu Czwartaków AL w Warszawie). Imię Czwartaków AL, nadano w 1965 Nadwiślańskiej Brygadzie MSW.
W 1965 zrealizowano siedmioodcinkowy serial na kanwie historii oddziału „Podziemny front” (reżyseria: Hubert Drapella i Seweryn Nowicki, scenariusz: Jerzy Bednarczyk i Bohdan Czeszko), a następnie w okresie 1969-1972 i 1979 opublikowano serię 9 zeszytów komiksu pod tym samym tytułem (rysunki: Mieczysław Wiśniewski, Jerzy Wróblewski).
W latach 1963–1979 opublikowano pięć wydań wspomnień Czwartacy. Wspomnienia żołnierzy Szturmowego Batalionu AL. im. „Czwartaków” (1943-1945). W latach 1971–1979 wydano kilka wydań pozycji: Zdzisław Poniatowski i Ryszard Zelwiański, Batalion AL im. „Czwartaków”, oraz w latach 1969 i 1973 wydano książkę Tadeusz Pietrzak, Podziemny front.
W latach 1971–1983 w Polskiej Żegludze Morskiej, pływał statek „Czwartacy AL”. W okresie późniejszym (lata 1986-2000) do floty PŻM należał statek „Batalion Czwartaków”.
23 października 2003 w 60 rocznicę powstania oddziału przy ul. Brzozowej odsłonięto kamień upamiętniający czyn zbrojny „Czwartaków”.
Dopiero w 2018 r. opublikował swoje autobiograficzne wspomnienia, m.in. z okresu wojny (ss. 148 - 254), jeden z dowódców "Czwartaków" - w tym czasie profesor Politechniki Gdańskiej - Lech Kobyliński, pt. "Garść wspomnień z długiego życia", nakładem Fundacji Promocji Przemysłu Okrętowego i Gospodarki Morskiej.